# 林家正三
林家 正三（はやしや しょうざ）は、上方落語の名跡。現在は空き名跡となっている。なお、4代目は同時期に2人存在した。

## 解説
元々は江戸（東京）初代林屋正蔵門下の初代林屋林蔵門下からの分立で、江戸の本家との混乱を避けるため、「林屋」から「林家」に改字したと言われる。現在の上方林家は、5代目笑福亭松喬が2代目林家染丸を襲名して再興したため、笑福亭の傍流とされる。また、再興の経緯から、現在は「染丸」を、旧来の「正三」に代わる一門の止め名としている。
林家正三一門は、幕末から明治期にかけて隆盛を誇ったが、その後衰微したため、現存する記録は極めて少ない。以下の記述は主に『落語系圖』によるが、代々の記事には疑問点も多い。
また、以下の各代以外にも、安政ころの番付に2代目と記された正三がいた模様で、この人は、同時代に鳴物入り茶屋噺で人気を取った笑福亭梅香に対抗して、素噺によって名人として謳われたとされる。その十八番だった『子は三界の首枷』や『素人うなぎ』は、後に東京に移されたという。

## 初代
初代 林屋 正三（生没年不詳）は、本名不詳。
寛政・享和頃の生まれ、元々、備中足守藩主・木下淡路守（恐らく第8代藩主・木下利彪）のもとで茶坊主を勤める。後、武士の身分を捨てて江戸へと赴き、初代林屋正蔵門下の初代林屋林蔵門下で菊蔵を名乗る。その後、上方へと移り、初代林家正三を経て、菊枝、そして隠居名の正翁を名乗る。
この頃の薄物の唄本類には、初代正三とその弟子と思われる者の名が多数見られ、秋亭菊翁・秋亭菊枝とも名乗ることがあったようである。よしこの節（後の都々逸節）の名人としても評判だったらしい。
ある日4代目？中村歌右衛門邸に招かれた時に、話終わって謝礼の金包を出されると、「お前さんは人気者で、お客が大騒ぎするから寄席にはとても来られまい。気の毒だから来て聴かしてやったのじゃ、お礼がほしくて来たのじゃない、汚らわしい」と罵って立ち去ったと言われる。
没年不詳、幕末ころに死去した。
弟子には、延玉（2代目桂文吾）、初代菊丸、2代目正三（後の2代目菊枝）らがいる。兄は初代林家木鶴。

## 2代目
2代目 林屋 正三（生没年不詳）は、本名不詳。
享和・文化ころの生まれ、初代正三の門下で、初代正楽、1838年ころに2代目正三を経て、2代目菊枝を襲名（襲名時期は不明だが現存する唄本には「秋亭菊枝」の名も見え同一人物だと推測される）。『古今東西落語家事典』には、最初に2代目壽遊亭？扇松の門で扇馬と名乗ったとあるが、詳細不明。
音曲に通じ、悪声であり耳障りであったが名人であったという。俗にそのためか「鼻詰まりの菊枝」という。客から「待ってましたぁ！！」と声が掛かるのが恒例だった。
生没年は不詳だが元治ころまで生存が確認できる。

## 3代目
3代目 林屋 正三（1813年 - 1906年）は、本名不詳。
生家は伊豆馬という骨董屋の倅、大家で主人で絵や書、花、お茶を嗜む風流人だった。その後噺家の世界に飛び込んだとされる。
初め、初代林家木鶴の門下で鶴吉となる。後、故あって3代目三笑亭可楽（元翁屋さん馬、「狂死の可楽」）預かりとなり、舞鶴亭千鶴を名乗る。その後、3代目正三を継ぐ。安政年間に番付に見える正三はこの人物事と相当する。
晩年は骨董屋を止めお茶の宗匠をしていたが後に滋賀県近江八幡に住み引退した。1879年ころに同地で女紅場で取締りを勤め、芸、娼妓達に読み書きを教えていたという。
「今正翁」や「八幡の正三」と呼ばれ、名人であったという。

## 4代目（林正三）
4代目 林家 正三（? - 1886年4月5日）は、本名: 林正三。
文政・天保ころの生まれ、2代目正三の実子ともいわれる、その門下。初め竹枝、4代目正三を経て、1880年ころに3代目菊枝を襲名。
明治に代わり苗字を付ける際林家正三に「家」を取った林正三にした。1875年頃に噺家仲間の総代を務め、寄席「正三席」の経営にも乗り出し寄席経営の総代にも名を連ねている。大看板になったが人気はなく、この人が真打だと客が来なかったという。その上性格もおとなしく、闘争心がなく、上方の林家一門の衰退につながったのもこの人の責任があった模様だ。
晩年は菊枝を継ぐも同じ一門の菊助が菊枝が継いでいたために同時期に2人の菊枝が存在した
初代桂文團治、3代目桂文吾と同じく、流行のコレラで死去。俗に「玉屋の正三」という。

## 4代目（水野鎌吉）
4代目？ 林家正三（生没年不詳）は、本名: 水野鎌吉。
文政・天保ころの生まれ、3代目正三の門下で金楽を名乗った後、愛知県下でのみ正三を名乗ることが許されたという。その他の詳細不明。俗に「名古屋の正三」という。
なおこの時期名古屋には延玉、正楽といった看板の名も見られるため一門を形成していたことがうかがえるが現在のところ東西の林家一門との関係は不明。
この正三は名古屋で噺家、幇間の取締役を兼ねていた。9代目市川團十郎の揮毫を乞い、生前の1894年に石碑を建てるなど羽振りもよかった。明治30年代末に亡くなった。

## 5代目
5代目 林家 正三（1846年 - 1920年1月11日）は、本名: 福田宗太郎。
大阪市北区天満の薪炭商に生まれる。24歳の春頃、九馬（ないし九鳥）と言う名で素人落語の真打になる。後、明治3年ごろ4代目正三の門下となり、1873年頃に正二、1876年頃に5代目正楽、1880年頃に5代目正三、1883年頃に福の家宗太郎、1885年頃に桂九蝶、翌年桜川春好、明治20年代に正楽を経て、1900年に藤明派で再び正三となる。
藤明派の解散後、1905年に互楽派を結成。半年余りで三友派に吸収されたが、1907年には再結成したという。
温和な性格でもあり、多くの門人を擁した。弟子には、4代目木鶴、6代目正楽、2代目林家正六、三平（後の初代露の五郎）ら、34名が確認できる。なお俄の大和家宝楽も弟子でその弟子筋には漫才の林田十郎（芦乃家雁玉の相方）、浮世亭歌楽らに繋がる。
得意ネタは「景清」「口入屋」「鉄砲屋」などを得意とした。